# Richard Jackman
Richard Ric Jackman, född 28 juni 1978 i Toronto, Ontario, är en kanadensisk ishockeytränare och före detta ishockeyspelare. Jackman värvades till Leksands IF i januari 2008 från österrikiska Salzburg. 
Jackman spelade 231 NHL-matcher och på dessa gjorde han 19 mål och assisterade till 58. I NHL-sammanhang representerade han i tur och ordning Dallas Stars, Boston Bruins, Toronto Maple Leafs, Pittsburgh Penguins, Florida Panthers och Anaheim Ducks. Jackmans sejour i Anaheim Ducks avslutades med ett vunnet Stanley Cup år 2007. 
Under Kvalserien vann han Leksands interna poängliga med fyra mål och fem assist på de tio matcher han spelade. 
Under 03-04 utgjorde Jackman tillsammans med Dick Tärnström ett unikt backpar i powerplay, känd som "Rick Dick show"
Rick Jackman spelade även för Allsvenska Björklöven (03-04).